# Márton Lõrincz
Márton Lõrincz   (Corund, 26 d'octubre de 1911 - San Carlos de Bariloche, 1 d'agost de 1969) va ser un lluitador hongarès, especialista en lluita grecoromana, que va competir durant la dècada de 1930.
El 1936 va prendre part en els Jocs Olímpics de Berlín, on guanyà la medalla d'or en la competició del pes gall del programa de lluita grecoromana.
En el seu palmarès també destaquen dues medalles al Campionat d'Europa de lluita, una d'or i una de plata.